# Bosque de Ed
El bosque de Ed es una extensión forestal que separa el condado noruego de Innlandet de la provincia sueca de Värmland. En la Era vikinga se consideraba zona fronteriza entre los reinos de aquel periodo. El escaldo islandés Snorri Sturluson llamaba esa zona Eidskogen en sus sagas.
Actualmente, el bosque se reparte entre dos comunidades, la noruega Eidskog y la sueca Eda. Es una zona conocida por su ruta de peregrinos, Eskoleia, que lleva a la catedral de Nidaros en Trondheim.